# How Spotted Duff Saved the Squire
How Spotted Duff Saved the Squire è un cortometraggio muto del 1914 diretto da W.P. Kellino.

## Trama
Viene sventato il tentativo di drogare un cavallo da corsa.

## Produzione
Il film fu prodotto dalla Vaudefilms.

## Distribuzione
Distribuito dall'A & C, il film - un cortometraggio di 168 metri - uscì nelle sale cinematografiche britanniche nell'agosto 1914.